# Rozkład jazdy pociągów

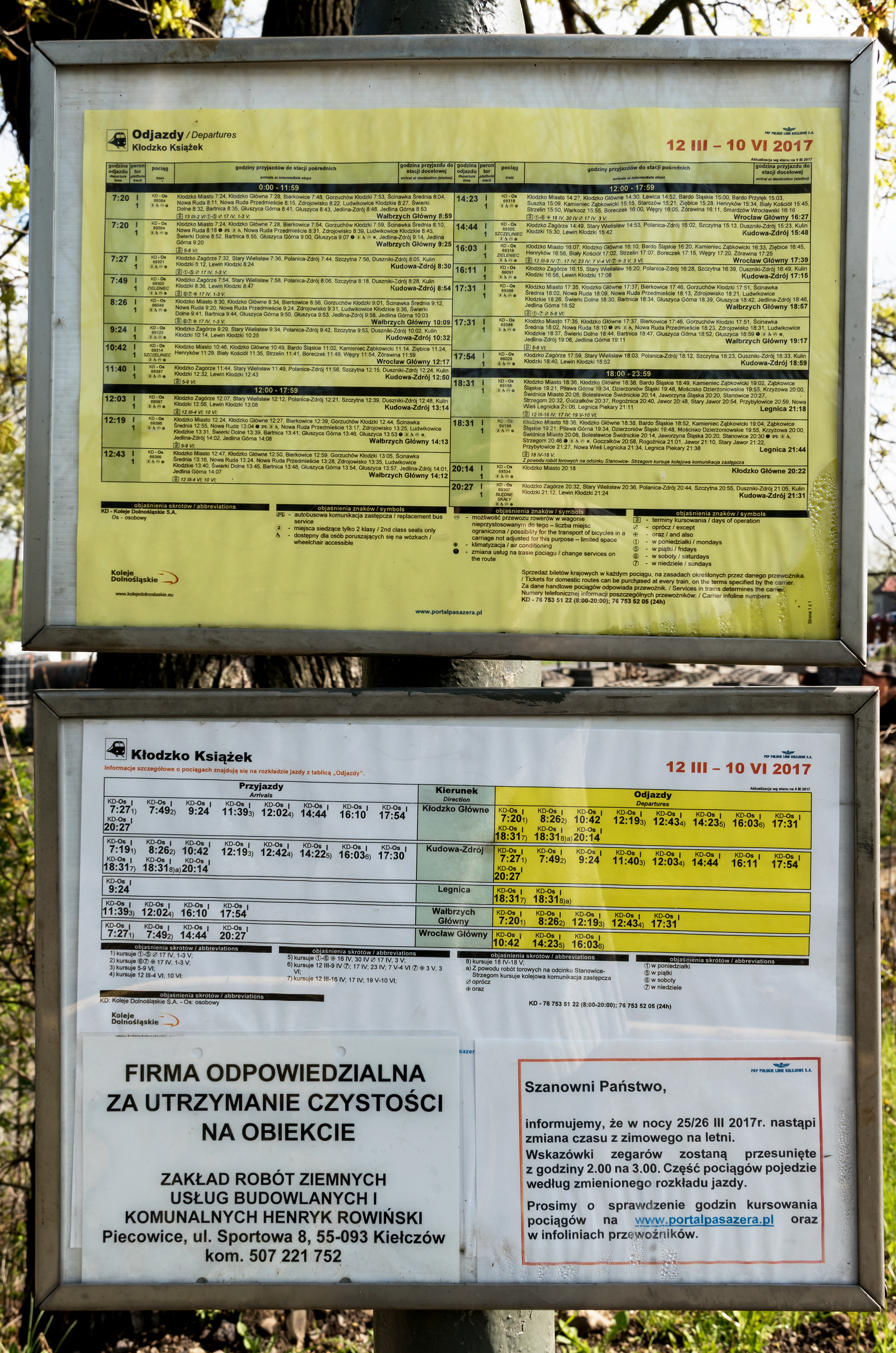
Rozkład jazdy na przystanku kolejowym Kłodzko Książek

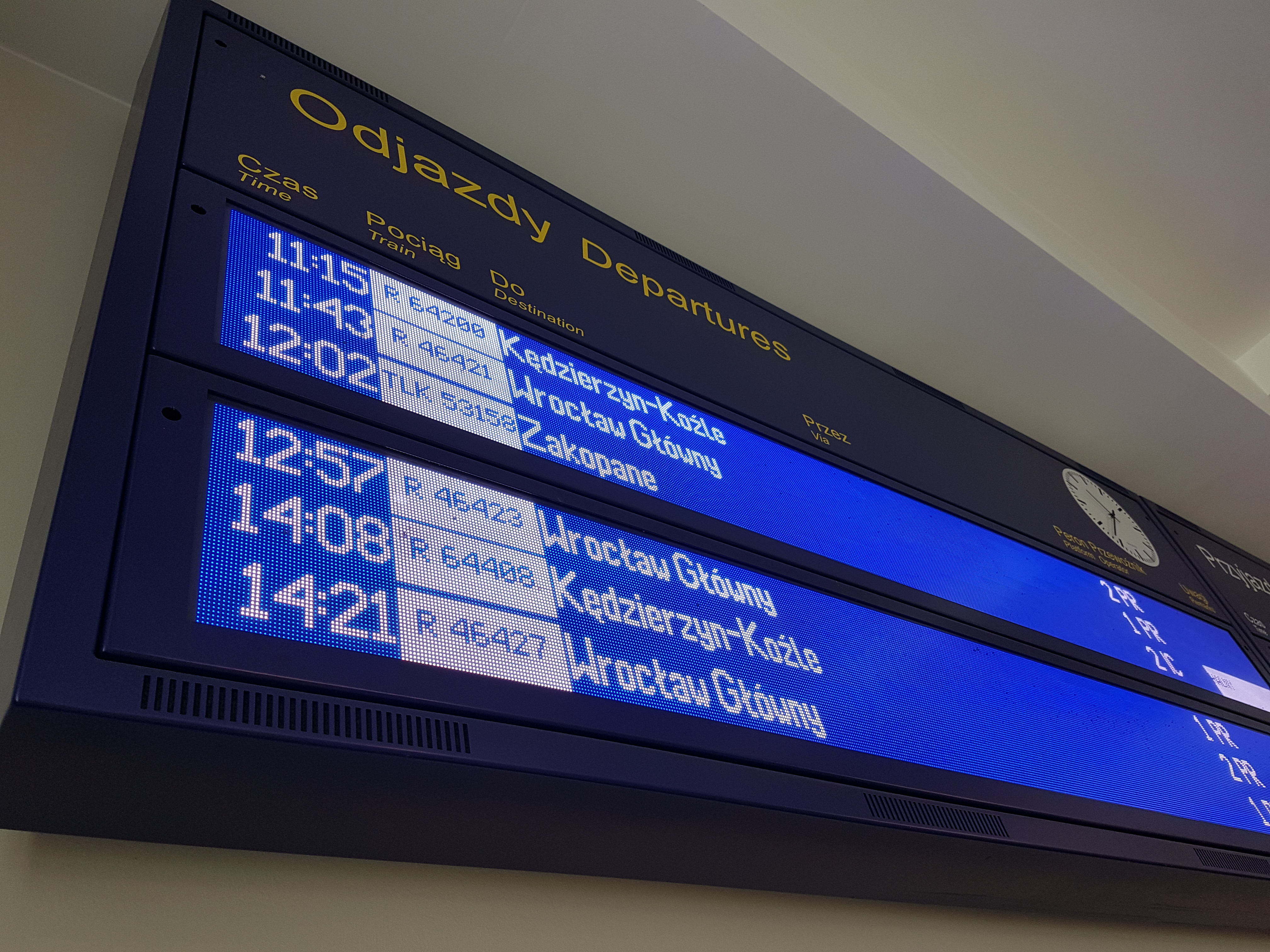
Rozkład jazdy pociągów PKP Gogolin na tablicy LED zgodny z Ipi-6

Rozkład jazdy pociągów – plan, według którego mają się odbywać przejazdy pociągów na danej sieci kolejowej lub jej części w czasie, w którym on obowiązuje.
Rozkład jazdy opisuje ruch pociągów w układzie czasowo-przestrzennym. Rozkłady jazdy dzielą się na ogólnodostępne oraz służbowe.
Rozkład jazdy pociągów jest elementarnym ogniwem sprawnej organizacji pracy przewozowej na kolei. To według niego odbywa się ruch wszystkich pociągów kursujących po infrastrukturze kolejowej. Rozkład jazdy opracowywany jest na podstawie graficznych wykresów ruchu. Tworzenie wykresów to podstawowe zadanie inżynierii ruchu. Rozkład uwzględnia maksymalne prędkości pojazdów oraz ograniczenia prędkości znajdujące się na infrastrukturze kolejowej, dodatkowo musi zapewnić dotrzymanie czasów jazdy przez pociąg oraz płynność ruchu i bezpieczeństwo.

## Rozkład jazdy pociągów PKP
Prezentacja rozkładu jazdy pociągów PKP Polskie Linie Kolejowe S.A., tworzona jest wg szczegółowych wytycznych. Dla statycznego rozkładu jazdy – Wytyczne w sprawie informacji statycznej o rozkładzie jazdy pociągów pasażerskich Ipi-7. Dla dynamicznego rozkładu jazdy – Wytyczne w sprawie elementów wykonawczych Centralnego Systemu Dynamicznej Informacji Pasażerskiej i infrastruktury towarzyszącej Ipi-6. Elektroniczne tablice rozkładu jazdy mogą zostać wykonane zarówno w technologii LED RGB, jak i LCD TFT.